# Braunschweigische Post-Zeitung
Die Braunschweigische Post-Zeitung war eine ab 1646 und mit Unterbrechungen bis 1787 erschienene Zeitung. Das Blatt erschien bei Andreas Duncker dem Jüngeren unter wechselnden Titeln:
- 1646 als Wochentliche Post-Zeitung;[1]
- 1647–1656 als Ordinari Post Zeitung, teils mit Bindestrich als Ordinari Post-Zeitung.[1]

Das von Christoph Friedrich Zilliger übernommene Blatt titelte
- 1668 Ordinari Post-Zeitunge[1]
- 1682–1711 Eingelauffene Ordinari Post-Zeitung[1]
  - alternierend bis 1700 auch
    - Wöchentlicher Mercurius zur Ordinai Post-Zeitung und[1]
    - Freytags-Ord: Beylage, zur Wöchentlichen Post-Zeitung.[1]

Spätestens 1716 übernahm der Lemgoer Drucker und Verleger Heinrich Wilhelm Meyer den in Konkurs gegangenen Braunschweiger Betrieb Zilligers, ab 1719 dessen Sohn Friedrich Wilhelm Meyer. Dieser wandelte die bis dahin lediglich dreimal wöchentlich erscheinende Zeitung in eine Tageszeitung um, die unter wechselnden Titeln bis 1767 und erneut von 1775 bis 1787 im Meyerschen Verlag erschien.